# Hipermetamorfosis

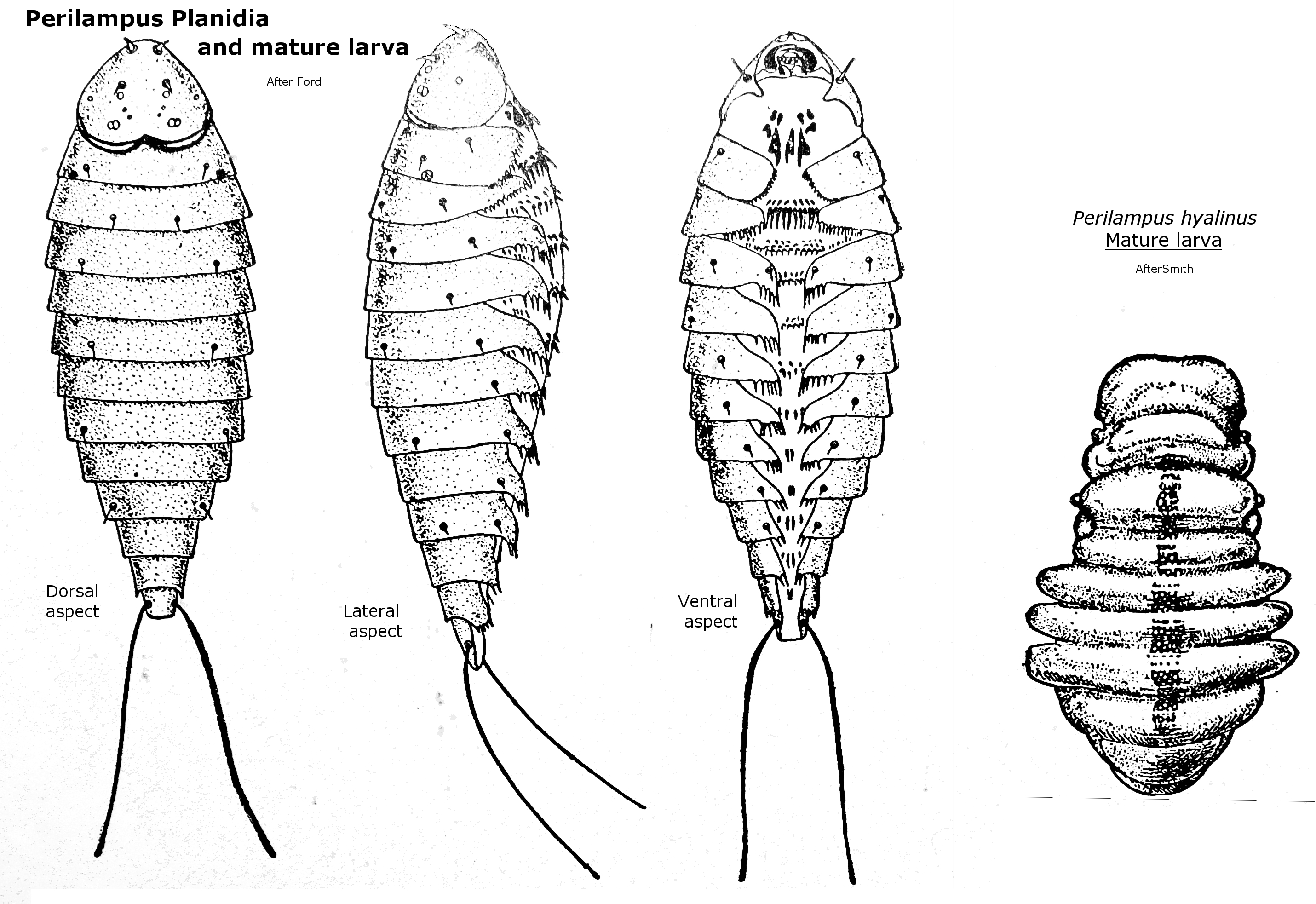
Planidios y larva de una avispa parasitoide de la familia Perilampidae.

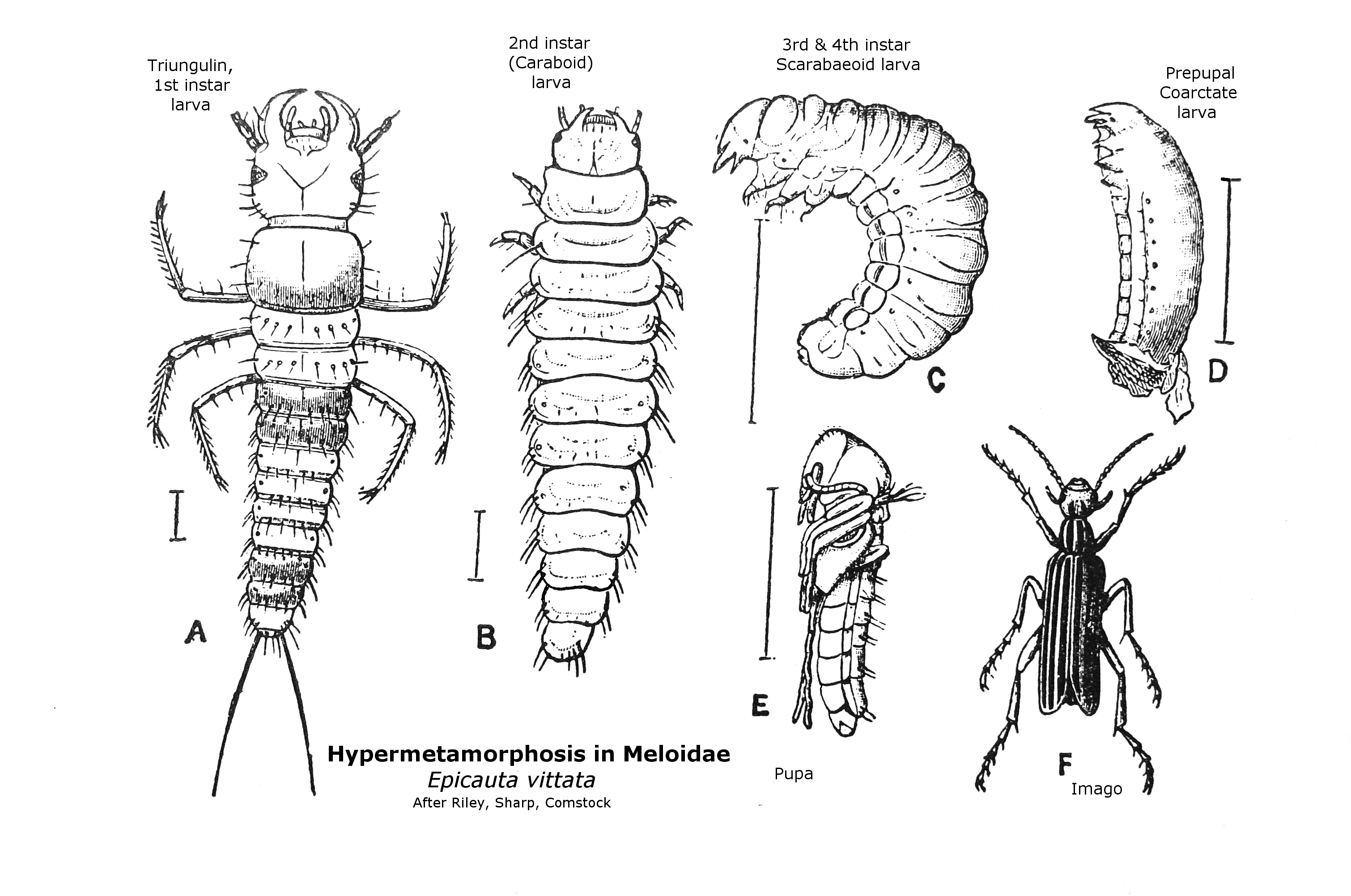
"Triungulino" o planidio, y otros estadios larvales de un escarabajo de la familia Meloidae
A - Triungulino.
B – Estadio larval 2.
C - Estadio larval 3.
D - Prepupa.
E - Pupa.
F – Imago.

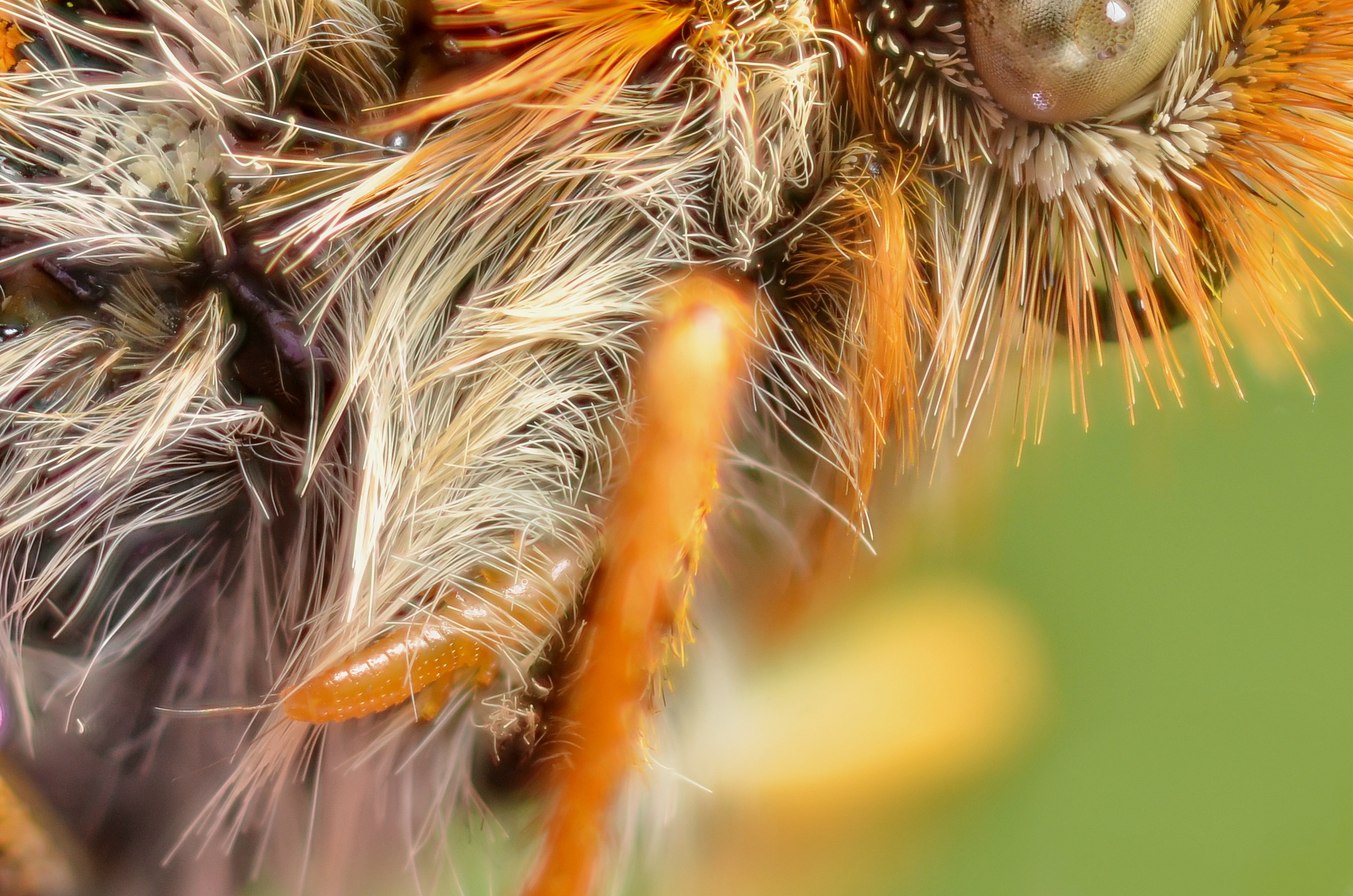
Triungulino en una mariposa. Este parece ser un caso de foresis, más que de parasitismo.

Hipermetamorfosis o hipermetabolismo es un término usado en entomología que se refiere a una variante del holometabolismo o metamorfosis completa. En la hipermetamorfosis algunos estadios larvales son morfológica y funcionalmente diferentes de los restantes.
Como regla general los estadios larvales de los insectos holometábolos (Lepidoptera, Diptera, Hymenoptera y Coleoptera) no presentan mayores cambios; simplemente aumentan de tamaño. En hipermetamorfosis un estadio, generalmente el primero, difiere marcadamente del resto. En muchos casos este primer estadio es activo y tiene órganos (patas y ojos) que le sirven para encontrar su fuente de alimento. Este primer estadio recibe el nombre de planidio, del griego antiguo, πλάνος (planis) que quiere decir vagabundo.
Un planidio suele ser alargado, chato y activo, con morfología similar a los artrópodos dipluros del género Campodea y se les suele llamar larvas campodeiformes. Los planidios de los escarabajos de la familia Meloidae tienen tres garras y por esto se los llama triungulinos. Los de Strepsiptera también reciben este nombre.
En general los planidios no se alimentan. Solo después de la primera muda o ecdisis cambian de forma a una estructura más adecuada para la alimentación y crecimiento y menos móvil. Los estadios siguientes al planidio tienen forma semejante a las orugas de mariposas o cresas de moscas y no cambian mucho de forma hasta llegar al estadio de pupa.
En algunas especies de insectos holometábolos los estadios presentan marcadas diferencias en su apariencia pero no se los considera hipermetamórficos porque no hay cambios estructurales. Por ejemplo, algunas orugas de Papilionidae cambian de color, forma y textura. Los estadios tempranos se asemejan a excrementos de aves; los estadios siguientes abandonan ese mimetismo y lo reemplazan por camuflaje asemejándose al color verde de las hojas.

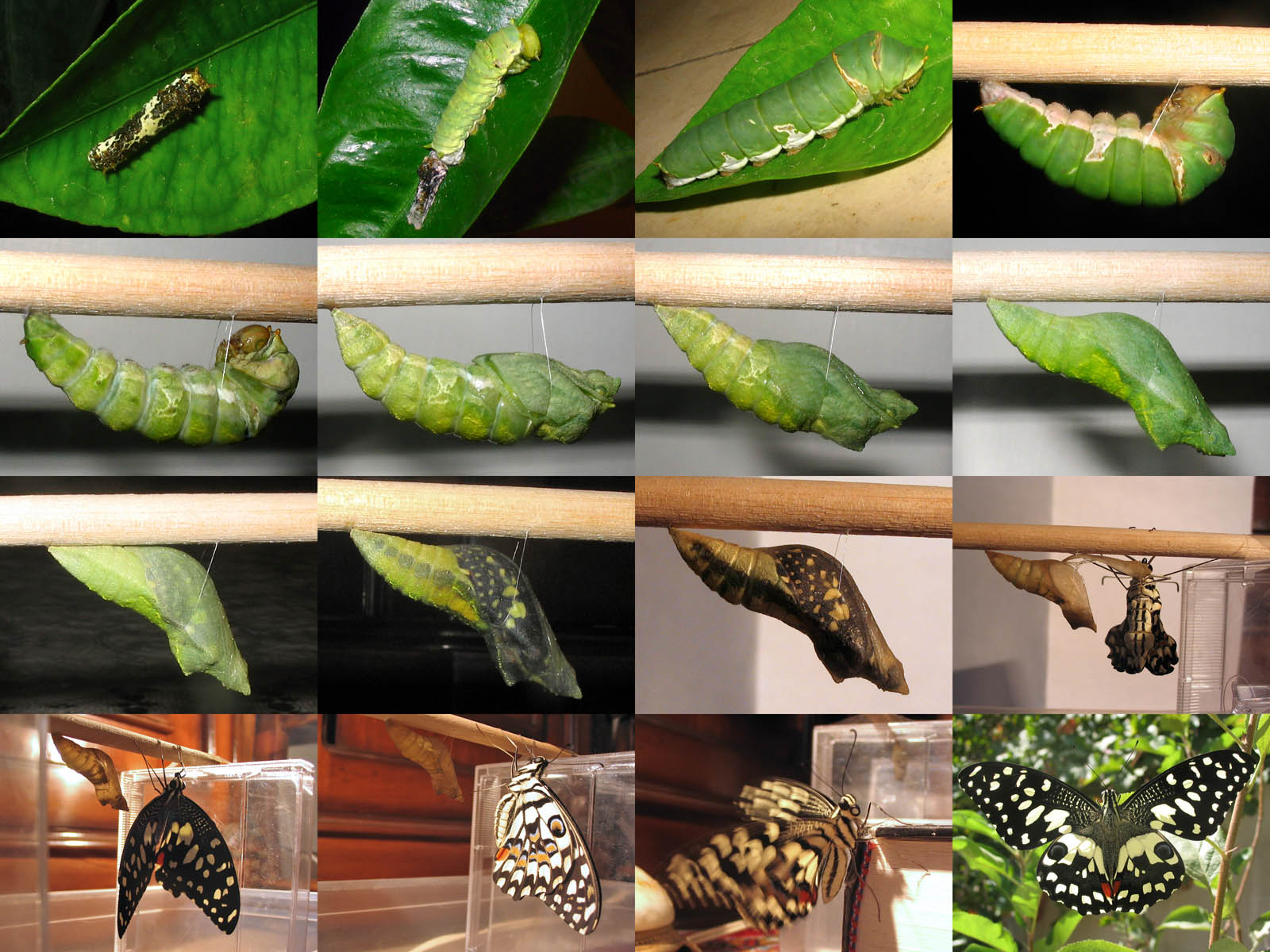
Ciclo vital de Papilio demoleus. El primer estadio imita a un excremento de aves. Los estadios tardíos tienen el color del follaje en que residen. Esto no es considerado hipermetamorfosis.

## Hipermetamorfosis en varios grupos de insectos
En general, la hipermetamorfosis ocurre en la ontogenia de ciertos insectos parasitoides:
- En las familias Meloidae y Ripiphoridae de escarabajos
- En el orden Strepsiptera
- En las familias Bombyliidae y Nemestrinidae de moscas
- En la familia Mantispidae de Neuroptera
- En avispas parasíticas de la familia Eucharitidae y Perilampidae de himenópteros.

Técnicamente, el subimago de Ephemeroptera podría ser considerado como un caso de hipermetamorfosis, pero generalmente no se lo ve así.
Los casos de hipermetamorfosis en cada orden de insectos son considerados como análogos, no homólogos de los de otros órdenes diferentes.